# Мері Боус

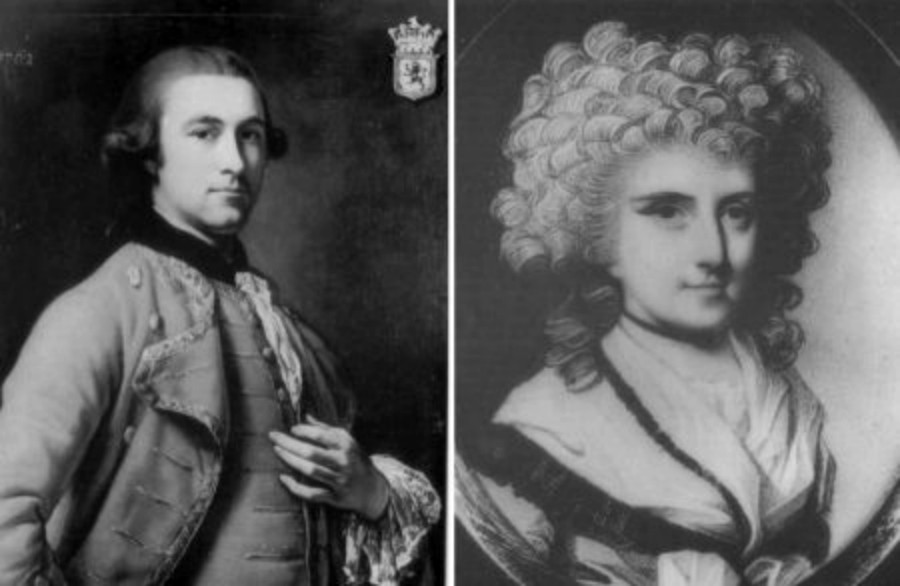
Мері Елеонора Боуз та її чоловік Джон Ліон

Мері Елеонора Боус, графиня Стратмор і Кінггорн (24 лютого 1749 - 28 квітня 1800) - британська письменниця, драматургиня, дослідниця ботаніки, аристократка в георгіанський період, піонерка права жінок на розлучення.
Будучи відомою спадкоємицею, яка мала величезні статки, стала фігуранткою скандальної справи про домашнє насильство, викрадення і розлучення. Серед багатьох інших досягнень, включаючи значний внесок у ботаніку, Мері Боус була однією з перших активісток у боротьбі за права жінок на розлучення.

## Життєпис

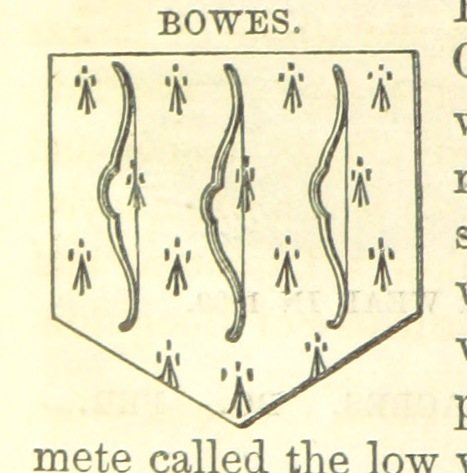
Родовий герб Боусів

Народилася на Аппер-Брук-стріт у Мейфейрі, Лондоні спадкоємицею багатого бізнесмена сера Джорджа Боуса та Мері Гілберт із Св. Павла Волдена. Названа Мері Елеонорою на честь матері і першої дружини батька Елеонори Верні, що померла 1724 року.
Будинок дитинства був у Гібсайді, графстві Дарем. Після смерті батька, коли їй було 11, отримала спадок (за різними оцінками) від 600 000 до 1 040 000 фунтів стерлінгів, який батько нажив, контролюючи картель власників вугільних шахт. Мері Боус стала найбагатшою спадкоємицею Великої Британії, можливо, і всієї Європи. 
До неї сватались Кемпбелл Скотт, молодший брат герцога Баклуча, та Джон Стюарт, самозваний лорд Маунтстуарт, старший син лорда Б'юта (британського прем'єра). У 16 років заручилася з Джоном Ліоном, 9-м графом Стратмора та Кінггорна.

### Графиня

Об'єднаний герб подружжя Джона Лайона графа Стратмора і Квінггорна (перше і четверте чвертьполе) і Мері Боус (друге і третє чвертьполе)

Мері Боус одружилася зі Стратмором у свій 18-й день народження, 24 лютого 1767 року. Оскільки заповіт батька передбачав, що її чоловік повинен взяти його прізвище, граф звернувся до парламенту з проханням змінити ім'я з Джона Лайона на Джона Боуса. Деякі діти все ж користувалися змішаним прізвищем Боус-Лайон. За перші шість років шлюбу графиня Мері Боус-Ліон народила п’ятьох дітей:
- Марія Джейн Боус-Лайон (21 квітня 1768 - 22 квітня 1806), одружилася з полковником британської армії Баррінгтоном Прайсом 1789 року.
- Джон Боус, 10-й граф Стратмора та Кінггорна (14 квітня 1769 - 3 липня 1820), одружився з Мері Мілнер, багатолітньою партнеркою та матір'ю свого сина, за день до смерті.
- Анна Марія Боус (3 червня 1770 - 29 березня 1832), втекла і пошлюбила Генрі Джессопа в 1788; незабаром повернулася до матері.
- Джордж Боус (17 листопада 1771 - 3 грудня 1806), одружився з Мері Торнгілл.
- Томас Боус-Лайон, 11-й граф Стратмора і Кінггорна (3 травня 1773 - 27 серпня 1846) одружився з Мері Елізабет Луїзою Родні Карпентер, мати якої була дочкою муляра.[6]Мері Елеонора Боус була пра-пра-пра-бабусею леді Єлизавети Боуз-Лайон, покійної королеви-консорта Великої Британії.[7]

Завдяки спадку Мері Боус подружжя жило екстравагантно. Поки граф витрачав час на відновлення свого сімейного замку Гламіс, Боус самостійно видала поетичну драму Облога Єрусалима в 1769 році, єдину літературну спадщину, що залишилась від неї, хоча багато часу вона вела надзвичайно відверті автобіографічні щоденники. Графиня Боус фінансувала ботанічну експедицію дослідника Вільяма Патерсона до Капської колонії в 1777 році для збору рослин. 
Незадоволена відсутністю та неувагою чоловіка, вона завела інші стосунки. Через кілька років чоловік захворів на туберкульоз і 7 березня 1776 року помер у морі дорогою до Португалії.

### Вдівство
Після смерті чоловіка графині дістались борги на загальну суму 145 000 фунтів стерлінгів. Попри приголомшливість суми її статки набагато перевищували цей показник, і вона змогла погасити борг. Як удова, вона відновила контроль над своїм статком, зосередившись на шахтах і фермах навколо свого будинку дитинства у Гібсайді в графстві Дарем.
На момент смерті чоловіка графиня була вагітна від Джорджа Грея, що народився в Калькутті в 1737 році, де його батько працював хірургом в Ост-Індській компанії, Грей був шотландським "набобом", який заробив і змарнував невелике багатство, працюючи в тій же компанії. Він повернувся до Англії 1766 року, розтративши як власний статок, так і значну спадщину першої дружини Ганни Ньютон. Вважається, що п'єса Семюеля Фута "Набоб" надихнула Грея.
Попри вагітність, графиня не хотіла одружуватися з Греєм, оскільки це означало значну втрату статусу та контролю над статками, тому вона зробила аборт, випивши "чорний чорнильний вид ліків", а згодом мусила повторити це ще двічі. Її відверта розповідь про ці аборти є одним з небагатьох доступних описів таємних абортів від першої особи в епоху до їх легалізації. Завагітнівши від Грея вчетверте, Боус змирилася і офіційно заручилася з ним у 1777 році.
Однак того ж літа її обманом пошлюбив англо-ірландський авантюрист Ендрю Робінсон Стоуні з метою заволодіти її статками. Називаючи себе "капітаном" Стоуні (насправді простий лейтенант британської армії), він наполіг на поєдинку в честь графині з редактором газети "Морнінг Пост" , яка публікувала жахливі статті про її приватне життя. Насправді Стоуні сам писав ці статті, критикуючи графиню. Він сфабрикував поєдинок з редактором, преподобним сером Генрі Бейт Дадлі, і, прикидаючись смертельно пораненим, домігся одруження.

### Справа про домашнє насильство
До церкви Святого Джеймса, Пікаділлі, де відбувся шлюб, Ендрю Стоуні несли на носилках. Незабаром він надзвичайно швидко одужав. Відповідно до заповіту змінив ім'я на Стоуні-Боус. У цьому шлюбі Мері Боус народила двох дітей: Мері Боус (ймовірно, від Джорджа Грея, таємно доставлена в серпні 1777, але день її народження зареєстрований як 14 листопада) та Вільяма Джонстоуна Боуса (8 березня 1782 року).
Після весілля чоловік намагався взяти під контроль статки Мері Боус за звичаєм тієї епохи. Виявивши, що Боус таємно уклала передшлюбну угоду, що захищала прибуток її маєтку для власного користування, він змусив її підписати відкликання, передавши йому контроль. Після цього чоловік вісім років фізично та психічно жорстоко поводився з нею, зокрема, прив'язував її у власному будинку. Згодом він забрав Мері Боус та Анну Марію (дочку графа) до Парижа, звідки вони повернулися лише після того, як йому вручили письмовий письмовий судовий наказ. За переказами, Стоуні також ґвалтував покоївок, запрошував додому повій та виховував численних позашлюбних дітей.
У 1785 році, через вісім років шлюбу, Мері Боус з допомогою вірних служниць нарешті уникла законної опіки Стоні (у той час жінка вважалась неповносправною і мусила перебувати під опікою чоловіка; вдови мали більше прав, ніж одружені жінки) і подала на розлучення через церковні суди. Тоді Стоуні викрав її зі співучасниками і вивіз у північні регіони. За свідченнями Боус, чоловік погрожував зґвалтувати і вбити її, примушував мовчати, бив, завіз до глухої місцини. Країною пройшов слух про викрадення і врешті Стоуні заарештували, а Мері Боус було врятовано.
Справа про розлучення, що була сенсаційною та множила чутки Лондоном, продовжилася додатковими юридичними сутичками щодо цих злочинів. Попри першочергову симпатію до історії Мері Боус, публіка обернулася проти неї, дізнавшись про її попередні стосунки. Зокрема, було широко розголошено роман Боус з братом її адвоката та з лакеєм Джорджем Вокером. Стоуні розголосив інші підлі подробиці минулого Мері Боус та опублікував її раніші зізнання, навіть придбавши акції в газеті, щоб опублікувати ці спогади. Підтримувалося загальне відчуття, що Боус поводилась "погано", намагаючись перешкодити доступу чоловіка до своїх статків.
Стоуні та його спільники були визнані винними у змові з метою викрадення Мері Боус і засуджені до трьох років ув'язнення. Тим часом справа про розлучення дійшла до розгляду у Вищому суді делегатів. Тимчасовим рішенням Стоуні програв битву, щоб зберегти контроль над статком Боусів під час розгляду справи. Справа про розлучення залишалася на розгляді, поки Мері Боус не померла в 1800 році. Стоуні був звільнений з в'язниці після її смерті і безуспішно намагався зробити її заповіт недійсним. Після того, як він програв справу, його адвокати подали позов про витрати. Не маючи можливості сплатити ці борги, Стоуні потрапив під юрисдикцію в'язниці (у ту епоху банкрутство каралося тюрмою), але жив поза стінами в'язниці зі своєю коханкою Мері 'Поллі' Саттон. Помер 16 червня 1810 року.

### Пізні роки
Після 1792 року Мері Боус спокійно жила в Пербруку в Гемпширі. Пізніше вона переїхала в будинок Стаурфілд, ізольований особняк на краю села Поксдаун поблизу Крайстчерча, Гемпшир, де вона могла жити, відчуваючи, що вона "... не зі світу." Вона привезла до Стоурфілда повний штат слуг, включаючи Мері Морган, служницю, яка допомогла їй врятуватися з подружнього дому. Морган помер у 1796 році і був похований під латунною табличкою, складеною Мері. Після цієї смерті Мері взагалі не спілкувалася, але більшу частину часу проводила, доглядаючи за домашніми тваринами, включаючи велику кількість собак, для яких щодня готували гарячі обіди. Місцеві жителі знайшли її дуже дивною, якщо не сказати насправді божевільною. Однак вона час від часу намагалася звернутися до них, замовляючи обіди, приготовані для чоловіків, які працювали на полях, і розсилаючи пиво, щоб освіжити їх. Подробиці життя Мері у Сторфілд-хаусі збереглися в переписаних спогадах літнього жителя Поксдауна.
Три сини Мері від першого чоловіка рідко відвідували свою матір і ніколи не залишались довго. Однак з нею жили дві дочки Мері - леді Анна Марія Джессоп, дочка графа; та Мері Боус, яка народилася під час другого шлюбу Мері. Однією з небагатьох радощів Мері було бачити, як її дочка Мері вчиться їздити - в цей час їзда на конях приносла велику незалежність.
Наприкінці століття Мері Боус покликала кількох довірених друзів із села Поксдаун, щоб засвідчити її остаточну волю, і почала дарувати сукні та інші предмети громаді. Вона також залишила ренту для вдови Лок'єр з ферми Поксдаун.
Мері Боус померла 28 квітня 1800 року. Гробарі приїхали з Лондона з катафалком та трьома траурними екіпажами та перевезли її тіло до Лондона. Похована у Вестмінстерському абатстві, де її надгробний камінь стоїть у Кутку Поетів. За словами місцевих, на її прохання її поховали у придворному вбранні, з усіма аксесуарами, необхідними для королівської аудиторії. Згідно з іншими повідомленнями, її поховали у весільній сукні. Незабаром після її смерті вміст будинку Стоурфілд-Гаус було продано.

## Пам'ять
Збірка записів "Про життя та пригоди Мері Елеонори Боус" зберігається в Університеті Данді. Вони містять лист до першого чоловіка "з переліком її провини", написаний на його смертному одрі.
У 1841 році прозаїк Вільям Макепіс Текерей почув історію життя Боус від онуки графині Джоани Боус і використав її у своєму романі "Удача Барі Ліндон".